# マラカス
マラカス（maracas）は、体鳴楽器に分類されるシェイカーの一種。一般に「マラカス」と呼ぶが、これは、マラカ（maraca）の複数形である。

## 概要
手に乗るほどの大きさの柄の付いた中空の球の中に、小さな玉を入れてある。
通常、音階の違うものを2個用意し、両手に持ち、それぞれを振って音を出す（鳴らす）。主にマンボやサルサなど、スペイン語圏のラテン音楽で使われる。なお、よく誤解されるがポルトガル語圏であるブラジルのサンバでは、ほとんど使用されることは無い。玉を球の中に入れず、外に巻き付けたカバサは類似の楽器である。

## 奏法
「シャッ」と、ひとつだけ音を出すためには、以下の奏法が有効である。
- 楽器を軽く持つ。
- 急激に楽器の球の半径ほど下げて、強く柄を握るようにする。

現代音楽の打楽器アンサンブルでティンパニやコンガなどの膜質打楽器をマラカスで打撃するという奏法がある。

## 製造方法
元来は、ヤシ科のマラカの実を乾燥させて作る。
また、木製、革製、合成樹脂や金属など様々な材質で作られている。音質は材質により違い音楽ジャンルによって使い分けられているが、合成樹脂製のものは、音質が劣ると表現される事がある。
合成樹脂製は丈夫で安価である。そのためカラオケ店の常設楽器や音楽教育や音楽療法、玩具として活用されている。

## 各国での例

### キューバ
中程度のサイズのマラカスが、グァラチャ、ボレロ、ソン、ルンバなど、キューバ生まれのすべての音楽で使われる。
これらのキューバ音楽で使われたことから、サルサでもマラカスが使われるようになった。

### ベネズエラ
タパラと言う植物の実に、カパチョもしくはエスプーマ・デ・サポと呼ばれる種を入れたマラカスが用いられる。
オリノコ川流域に住んでいた原住民族による儀式で用いられた楽器が起源とされる。この風習は、スペイン人の到来の遥か昔から存在したとされる。現代のように両手で演奏するものではなく、片手で演奏するものであった。
ベネズエラの草原地方ジャノで演奏される国民音楽ホローポの典型的な楽器として、ハープ、小型の民族ギター・クアトロとともに伴奏に使われる。また草原地方に限らず各地方の民衆音楽（例: ガイタ、東部海岸地方のメレンゲ）の伴奏楽器として用いられる
1948年に草原地方ジャノより発見され、都市に本格的なホローポをもたらしたハープ奏者インディオ・フィゲイレドの録音の際には歌手デルフィン・クルコ (Delfín Curuco) がマラカスを奏者を務めた。これは、この時点では、マラカスが独奏楽器ではなかったことを示す。
しかし1950年代以降、ファン・ビセンテ・トレアルバ (Juan Vicente Torrealba) の息子サンタナ・トレアルバ (Santana Torrealba) などの活躍により、マラカスは独奏楽器としての地位を確立。結果として、ベネズエラではこのような独奏楽器としてのマラカス奏者 maraquero が、区別されるようになった。
マラカス奏者らによりベネズエラ各地の奏法が取り入れられ、repique連打やescobilleoブラッシングなどの、ベネズエラ独自の奏法として整理された。また激しい奏法の発展に伴い、キューバ等と同様に植物の実へ柄の棒を接着した方式（接着式）から、柄の棒が実を貫通した方式（貫通式）へと、耐久性の改善がなされた。
有名なマラカス奏者として、Santana Torrealba, Pedro Aquilino Díaz “Mandarina”, José Pérez, Coromoto Martínez, Trino “Chiche” Morillo, Ernesto Laya, Manuel García, Manuel Rángelなどが知られる。
従来、各奏者がマラカスを製作していたが、奏法の発展とともに専門の製作家も増えていった。有名な製作家として、Máximo Teppa, Jorge Linares “Masamorra”, Lorenzo Alvarado, Julián Armasなどが知られる。
日本では、Ernesto Layaに2011年から現地で継続的に指導を受ける牧野翔が、日本で数少ないマラカス奏者の1人として普及と演奏を行う。